# Глодянский район
Глодя́нский райо́н (рум. Raionul Glodeni, Район Глодень) — административно-территориальная единица Республики Молдова.

## География
Глодянский район находится в северо-западной части Молдовы и граничит с Румынией.

## История
Как и большинство районов Молдавской ССР, образован 11 ноября 1940 года с центром в селе Глодяны. До 16 октября 1949 года находился в составе Бельцкого уезда, после упразднения уездного деления перешёл в непосредственное республиканское подчинение.
С 31 января 1952 года по 15 июня 1953 года район входил в состав Бельцкого округа, после упразднения окружного деления вновь перешёл в непосредственное республиканское подчинение.
9 января 1956 года в состав Глодянского района включена часть упраздняемого Болотинского района.
25 декабря 1962 года район был ликвидирован и объединён с Рышканским районом, но уже через четыре года — 27 декабря 1966 года — восстановлен.
С 1999 года по 2002 год, в рамках проводимой административной реформы, район являлся частью Бельцкого уезда. После упразднения уездного деления, район вновь стал самостоятельной административной единицей.

## Население
| Национальный состав 2004 | Национальный состав 2004 | Национальный состав 2004 | Национальный состав 2004 | Национальный состав 2004 |
| ------------------------ | ------------------------ | ------------------------ | ------------------------ | ------------------------ |
| молдаване - 46317 чел.   |                          |                          | 75.96 %                  |                          |
| украинцы - 11918 чел.    |                          |                          | 19.55 %                  |                          |
| русские - 1693 чел.      |                          |                          | 2.78 %                   |                          |
| румыны - 329 чел.        |                          |                          | 0.54 %                   |                          |
| цыгане - 303 чел.        |                          |                          | 0.50 %                   |                          |
| поляки - 174 чел.        |                          |                          | 0.29 %                   |                          |
| другие - 241 чел.        |                          |                          | 0.40 %                   |                          |
| всего - 60975 чел.       |                          |                          | 100.0 %                  |                          |

|         | 2003 год | 2004 год | 2005 год | 2006 год |
| ------- | -------- | -------- | -------- | -------- |
| Глодяны | 12 500   | 10 465   | 10 700   | 10 400   |
| сёла    | 51 900   | 50 510   | 50 100   | 50 100   |
| Всего:  | 64 400   | 60 975   | 60 800   | 60 500   |